# FN TB III
Le FN TB III est un modèle de trolleybus fabriqué par la Fabrique nationale d'Herstal (FN).

## Histoire
En juillet 1936, les Tramways unifiés de Liège et extensions (TULE) prêtent aux Tramways anversois (TA) un trolleybus FN TB II pour essais, les TA songeant à remplacer les tramways de la ligne 6 par des trolleybus, celle-ci circulant dans des rues étroites qui rendent la circulation des tramways difficile. Satisfait des essais, les TA se décident à remplacer les tramways par des trolleybus sur la ligne 6 et commandent le 13 août 1937 15 véhicules à la FN Herstal désignés TB III. Les véhicules sont très proches du modèle TB II à l'exception de montants latéraux renforcés et de l'ajout de marche-pieds. Les véhicules sont livrés à partir du 28 juillet 1938 et sont mis en service le 1er septembre 1938 en remplacement des tramways de la ligne 6,.

## Matériel préservé

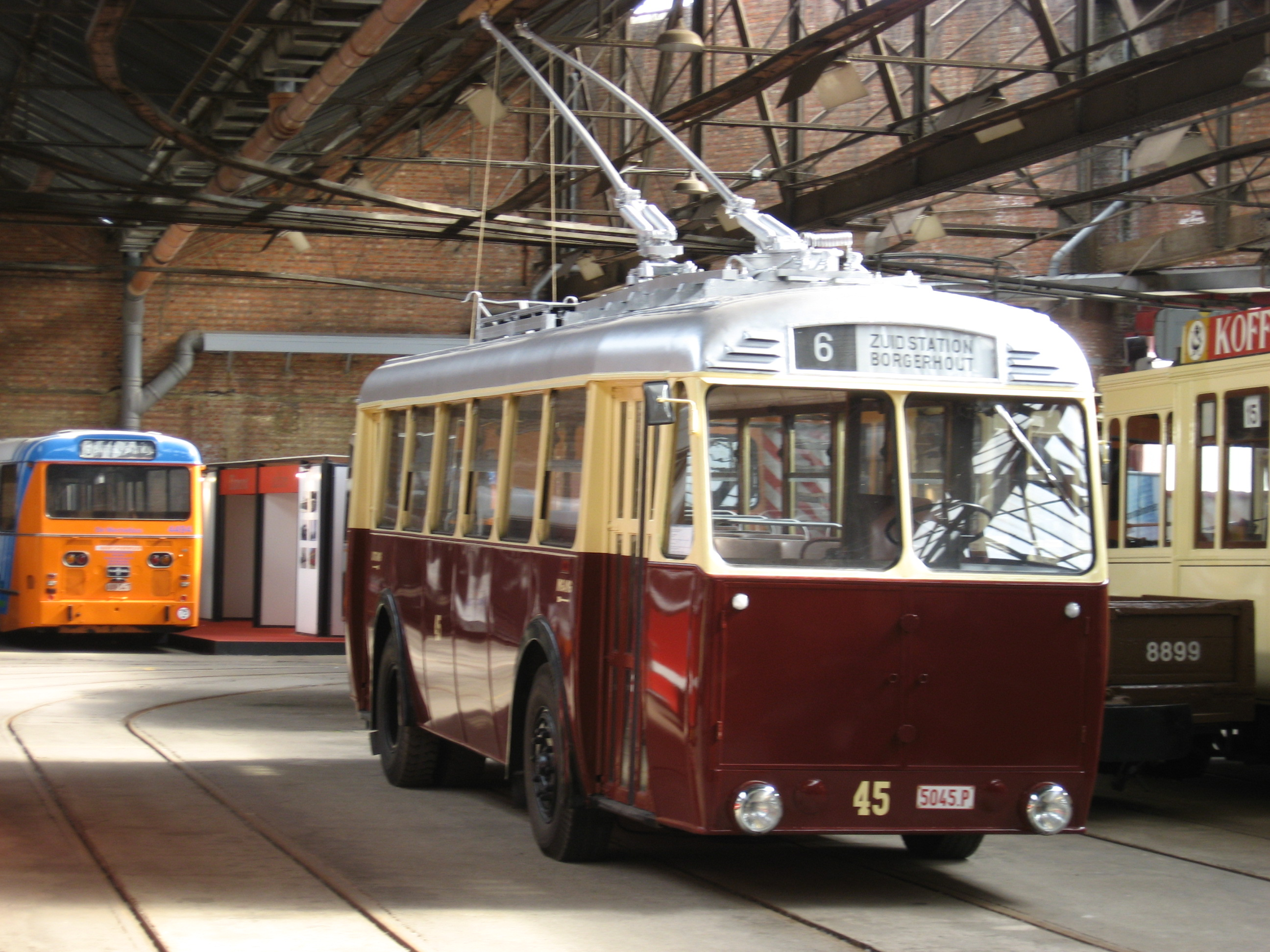
Le TB II de Liège au VlaTAM.

Aucun véhicule de ce type n'a été préservé, le Vlaams Tram- en Autobusmuseum (VlaTAM) possède cependant un trolleybus FN TB II (n°453) de Liège repeint aux couleurs d'Anvers pour figurer un TB III.